# سیارک ۸۷۳۷
سیارک ۸۷۳۷ (به انگلیسی: 8737 Takehiro، نامگذاری:1997AL13) هشت هزار و هفتصد و سی و هفتمین سیارک کشف شده‌است که در ۱۱ ژانویه ۱۹۹۷ کشف شد.
قدر مطلق سیارک برابر ۵۳.۶ است.